# 灵宝站
灵宝站是一个陇海线上的铁路车站，位于中华人民共和国河南省灵宝市城关镇，建于1927年，目前为三等站，目前客运：办理旅客乘降；行李、包裹托运；货运：办理整车、零担、集装箱货物发到；不办理罐装危险货物到达 。